# Julie Winnefred Bertrand
Julie Winnefred Bertrand (ur. 16 września 1891 w Coaticook, Quebec, zm. 18 stycznia 2007) – Kanadyjka, znana z długowieczności.

## Życiorys
Urodziła się w rodzinie farmerskiej, jako najstarsze z sześciorga dzieci Napoleona Bertranda i Julii z domu Mullins. Przez wiele lat pracowała jako sprzedawczyni w sklepie w Coaticook. W podeszłym wieku przeniosła się do domu opieki w Montrealu.
Długowieczność odziedziczyła po rodzicach, którzy oboje dożyli 90 lat. Sama nigdy nie wyszła za mąż, ale jak sama wspomina, wśród jej bliskich przyjaciół był przyszły premier Kanady Louis St. Laurent. W listopadzie 2004 została najstarszą osobą w Kanadzie po śmierci zakonnicy Anne Samson. W sierpniu 2006 po śmierci Ekwadorki Marii Capovilli znalazła się na trzecim miejscu wśród najstarszych żyjących osób na świecie (według wykazów Księgi rekordów Guinnessa i ośrodka badawczego Gerontology Research Group w Los Angeles), za Amerykanką Elizabeth Bolden i Portorykańczykiem Emiliano Mercado del Toro. Niespełna miesiąc później ukończyła 115 lat. W grudniu 2006 po śmierci Elizabeth Bolden została najstarszą żyjącą kobietą na świecie.
Była dwudziestą trzecią osobą w historii, która osiągnęła wiek 115 lat (wśród 23 udokumentowanych przypadków znajdują się również cztery wątpliwe). Zmarła w styczniu 2007 w wieku 115 lat (i 124 dni). Na liście najstarszych Kanadyjczyków w historii zajmuje drugie miejsce, za Marie-Louise Meilleur, która dożyła 117 lat. Wraz z jej śmiercią tytuł najstarszej żyjącej kobiety powrócił do USA (seniorką została Afroamerykanka Emma Tillman).